# Reprezentacja Arabii Saudyjskiej U-23 w piłce nożnej mężczyzn
Reprezentacja Arabii Saudyjskiej U-23 w piłce nożnej mężczyzn – męska piłkarska reprezentacja Arabii Saudyjskiej do lat 23. Największymi sukcesami reprezentacji jest zdobycie złota w pucharze Azji w 2022 roku.

## Uczestnictwo w turniejach międzynarodowych

### Puchar Azji
Na podstawie:
| Rok   | Runda        | M          | W          | R          | P          | GZ         | GS         |
| ----- | ------------ | ---------- | ---------- | ---------- | ---------- | ---------- | ---------- |
| 2013  | II miejsce   | 6          | 4          | 0          | 2          | 9          | 7          |
| 2016  | Faza grupowa | 3          | 0          | 2          | 1          | 5          | 6          |
| 2018  | Faza grupowa | 3          | 0          | 2          | 1          | 2          | 3          |
| 2020  | II miejsce   | 6          | 4          | 1          | 1          | 5          | 2          |
| 2022  | I miejsce    | 6          | 5          | 1          | 0          | 13         | 0          |
| 2024  | Awans        | eliminacje | eliminacje | eliminacje | eliminacje | eliminacje | eliminacje |
| 2026  | Awans        | eliminacje | eliminacje | eliminacje | eliminacje | eliminacje | eliminacje |
| Razem | 6/6          | 24         | 13         | 6          | 5          | 34         | 18         |

### Mistrzostwa WAFF U-23
| Rok   | Runda             | M                 | W                 | R                 | P                 | GZ                | GS                |
| ----- | ----------------- | ----------------- | ----------------- | ----------------- | ----------------- | ----------------- | ----------------- |
| 2015  | Faza grupowa      | 2                 | 1                 | 1                 | 0                 | 5                 | 4                 |
| 2021  | II miejsce        | 4                 | 3                 | 0                 | 1                 | 7                 | 3                 |
| 2022  | I miejsce         | 4                 | 3                 | 0                 | 1                 | 8                 | 4                 |
| 2023  | nie uczestniczyła | nie uczestniczyła | nie uczestniczyła | nie uczestniczyła | nie uczestniczyła | nie uczestniczyła | nie uczestniczyła |
| Razem | 3/4               | 10                | 7                 | 1                 | 2                 | 20                | 11                |

## Aktualny skład
Aktualny skład drużyny można przeglądać na stronie transfermarkt.pl.